# 昆山花园路
昆山花园路，是一条位于中國上海市虹口区南部的道路。东起百官街，西至四川北路。全长仅100米，路宽8米，现为全天候人行道路。该路辟筑于1900年前后，因直抵昆山花园（今昆山公园）而得名。沿路主要为老式洋房，该路7号曾为女作家丁玲的寓所。1933年5月14日，作家应修人因与国民政府保密人员发生冲突而在此逝世。